# غضروف ميكل
يتشكل الشريط الغضروفي لقوس الفك السفلي في البشر عن طريق ما هو معروف باسم غضاريف ميكل (اليمين واليسار) والمعروف أيضًا باسم الغضاريف الميكلينية؛ وتم وضع السندان والمطرقة فوق هذه الغضاريف.
يتم توصيل النهاية الظهرانية لكل غضروف مع كبسولة الأذن وتتحجر لتُشكل المطرقة؛ بينما تلتقي النهايات البطنية مع بعضها البعض في منطقة الارتفاق الذقني، وعادة ما تمر بعملية التحجر لتشكل جزء الفك السفلي الذي يحتوي على الأسنان القاطعة.
يختفي الجزء المعترض في الغضروف؛ إذ يتم استبدال الجزء الواقع مباشرة بجوار المطرقة عن طريق الغشاء الليفي، الذي يشكل الرباط الوتدي الفكي، بينما يغطي النسيج الضام ما تبقى من الغضروف ويتحجر الجزء الأكبر من الفك السفلي.
اكتشف يوهان فريدريش ميكل الابن هذا الغضروف في عام 1820م، وهو مشرح ألماني.

## صور إضافية

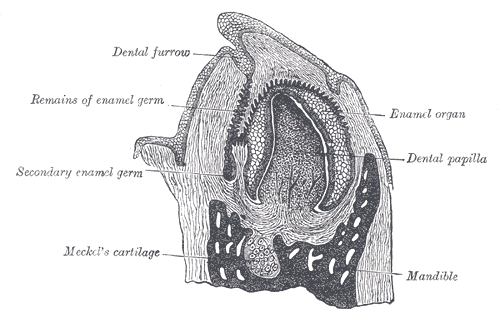
مقطع رأسي من فك سفلي لجنين بشري في وقت مبكر. X 25.

## التطور
الغضروف الميكليني والمعروف أيضًا باسم «غضروف ميكل» عبارة عن قطعة غضروف تُشكل الفك السفلي (الفك السفلي ) عند الفقاريات المتطورة. في الأصل كان غضروف ميكل هو الأدنى من بين الغضروفين الداعمين لقوس الخيشوم الأول (الأقرب للجبهة) في السمك في العصور المبكرة. ثم نما حيث أصبح أطول وأقوى، واكتسب عضلات وأصبح قادرًا على إغلاق الفك النامي.
واصل الغضروف الميكليني نموه في أسماك العصور القديمة والأسماك الغضروفية مثل أسماك القرش غير الأولية بأي معنى للكلمة ليكون العنصر الرئيس في الفك السفلي. ولكن في أشكال الكائنات البالغة مثل الأسماك العظمية وسلالاتها (البرمائيات والزواحف والطيور والثدييات) تم تغطية الغضروف بالعظام - رغم أن الفك في أجنتها يتطور في البداية على أنه غضروف ميكليني. يتحجر الغضروف جزئيًا في جميع الفقاريات رباعية الأطراف (يتحول لعظام) في النهاية الخلفية للفك ويصبح الغضروف العظمة المفصلية، التي تشكل جزءًا من مفصل الفك في جميع الفقاريات رباعية الأطراف ما عدا الثدييات.

## وصلات خارجية
- palaeos.com
- synd/2049 على قاموس من سمى هذا؟